# Улица Глеба Успенского (Санкт-Петербург)
Улица Гле́ба Успе́нского — улица в Московском районе Санкт-Петербурга. Проходит от Московского проспекта до бывшего завода «Вагонмаш».

## История
5 марта 1871 года присвоено имя Колмовская улица, по фамилии домовладельца купца 2-й гильдии Никиты Трофимовича Колмовского. Параллельно существовали варианты Колмовский переулок, Холмский переулок.
15 мая 1965 года переименована в улица Глеба Успенского, в честь русского писателя Г. И. Успенского. 
В 1960-е годы частично вошла в территорию Вагоностроительного завода имени И. Е. Егорова, («Вагонмаш»), который в настоящее время почти полностью разрушен, территория отдана под застройку жилыми «муравейниками».

## Достопримечательности
- Колмовский сад
- Санкт-Петербургский Государственный Кукольный театр «Сказка»
- Судебные участки № 117, 121, 125, 126 Московского района